# 妙泉寺 (富士宮市大岩)
妙泉寺（みょうせんじ）は、静岡県富士宮市に所在する日蓮正宗の寺院。山号は祈願山（きがんさん）。

## 起源と歴史
- 1577年（天正5年） - 北山（重須）本門寺住職の日殿によって開創される。
- 1876年 - 北山本門寺とともに日蓮宗興門派(本門宗)の発足に参加。
- 1941年 - 宗教団体法にもとづく三派合同。旧本門宗所属の富士門流寺院は日蓮宗の内部で興統法縁会を組織。
- 1956年（昭和31年）8月17日 - 日蓮宗を離脱して日蓮正宗に合流。
- 1965年（昭和40年）12月29日 - 静岡県富士宮市大岩848より同779へ移転。

## 所在地
- 静岡県富士宮市大岩779-1

## 寺院周辺
- 静岡県立富士宮東高等学校

## 交通アクセス
- 身延線富士宮駅から車で10分